# Kobylin-Borzymy (gemeente)
De gemeente Kobylin-Borzymy is een landgemeente in het Poolse woiwodschap Podlachië, in powiat Wysokomazowiecki.
De zetel van de gemeente is in Kobylin-Borzymy.
Op 30 juni 2004 telde de gemeente 3675 inwoners.

## Oppervlakte gegevens
In 2002 bedroeg de totale oppervlakte van gemeente Kobylin-Borzymy 119,6 km², waarvan:
- agrarisch gebied: 74%
- bossen: 19%

De gemeente beslaat 9,33% van de totale oppervlakte van de powiat.

## Demografie
Stand op 30 juni 2004:
| Omschrijving                   | Totaal | Totaal | Vrouwen | Vrouwen | Mannen | Mannen |
| ------------------------------ | ------ | ------ | ------- | ------- | ------ | ------ |
| eenheid                        | aantal | %      | aantal  | %       | aantal | %      |
| inwoners                       | 3675   | 100    | 1792    | 48,8    | 1883   | 51,2   |
| bevolkingsdichtheid (inw./km²) | 30,7   | 30,7   | 15      | 15      | 15,7   | 15,7   |

In 2002 bedroeg het gemiddelde inkomen per inwoner 1300,3 zł.

## Plaatsen
Franki-Dąbrowa, Franki-Piaski, Grabowo-Kolonia, Kierzki, Kłoski-Młynowięta, Kłoski-Świgonie, Kobylin-Borzymy, Kobylin-Cieszymy, Kobylin-Kruszewo, Kobylin-Kuleszki, Kobylin-Latki, Kobylin-Pieniążki, Kobylin-Pogorzałki, Kropiwnica-Gajki, Kropiwnica-Racibory, Kurowo-Kolonia, Kurzyny, Makowo, Milewo Zabielne, Mojki, Nowe Garbowo, Piszczaty-Kończany, Piszczaty-Piotrowięta, Pszczółczyn, Sikory-Bartkowięta, Sikory-Bartyczki, Sikory-Janowięta, Sikory-Pawłowięta, Sikory-Piotrowięta, Sikory-Tomkowięta, Sikory-Wojciechowięta, Stare Wnory, Stypułki-Borki, Stypułki-Szymany, Stypułki-Święchy, Wnory-Kużele, Wnory-Wandy, Zalesie Łabędzkie.

## Aangrenzende gemeenten
Choroszcz, Kulesze Kościelne, Rutki, Sokoły, Tykocin, Zawady